# Vista Alegre (Rio de Janeiro)
Vista Alegre és un barri de la Zona Nord del municipi de Rio de Janeiro, aixecat el 1954, bàsicament residencial, amb el seu origen poblacional bàsicament d'immigrants portuguesos i en menor quantitat espanyols i italians.
El nom va ser donat en homenatge al barri de Vista Alegre, a Ílhavo, Aveiro, Portugal, terra d'origen dels amos de les granges, on el barri carioca va ser construït. Vista Alegre, a Portugal, és famosa per acollir una fàbrica de porcellanes coneguda a tot el món: Porcelanas Vista Alegre.
Un de les principals referències de la forta presència de la colònia portuguesa en el barri és la Escola Municipal Nuno Alvares Pereira, localitzada al Carrer Beira Alta, batejada en homenatge al sant portuguès Nuno Álvares Pereira, també conegut com el Santo Condestável, formalment São Nuno de Santa Maria.
Considerat el major estratega, comandant i geni militar portuguès de tots els temps, va comandar forces en nombre substancialment inferior a l'enemic i va vèncer totes les batalles en que va participar. És el patró de la Infanteria portuguesa. La seva forma de comandar, es va caracteritzar fonamentalment per l'exemple i per les incomptables virtuts militars, amb els seus homes.
Amb una població predominantment de classe mitjana i classe alta el barri disposa d'algunes àrees nobles amb característica de barri emergent, i incomptables viles i condominis.
Limita amb els barris de Vila da Penha, Brás de Pina, Cordovil i Irajá.
Una altra tradició del barri és la famosa roda de samba de la Dorina, que té lloc un cop al mes en la Lona Cultural João Bosco.

## Fundació i origen del nom
El barri va ser creat en la dècada de 1950 i es va originar amb un grup d'11 petits carrers, que avui formen part d'un condomini tancat. Els primers habitants de la regió van fundar un club anomenat Grêmio Vista Alegre. El club originalment estava ubicat en el Carrer 10, i a causa del creixement d'habitants i associats va traslladar la seva seu al Carrer Punta Porã.
El nom va sorgir d'un conjunt d'habitatges que seria construït en el barri en la dècada de 1950. La constructora va donar al llavors condomini el nom de "Barri de Vista Alegre", i també "O Novo Braz de Pina". Era un terreny molt gran on van ser construïdes 400 cases i venudes a través de finançament.